# Giuliana Oroná
Giuliana Oroná (* 28. Januar 2005) ist eine uruguayische Leichtathletin, die sich auf den Sprint spezialisiert hat.

## Sportliche Laufbahn
Erste internationale Erfahrungen sammelte Giuliana Oroná im Jahr 2024, als sie bei den U20-Südamerikameisterschaften in Lima in 60,21 s den achten Platz im 400-Meter-Lauf belegte und über 200 Meter mit 25,96 s im Vorlauf ausschied. Zudem gelangte sie mit der Mixed-Staffel über 4-mal 400 Meter mit 3:43,71 min auf Rang sechs. Anschließend kam sie bei den U20-Weltmeisterschaften ebendort mit 58,42 s nicht über den Vorlauf hinaus. Im Jahr darauf verpasste sie bei den Südamerikameisterschaften in Mar del Plata mit 59,31 s den Finaleinzug über 400 Meter und belegte mit der Mixed-Staffel in 3:37,38 min den siebten Platz. Zudem gelangte sie mit der Frauenstaffel mit 4:09,16 min auf Rang sechs.
2024 wurde Oroná uruguayische Meisterin im 200- und 400-Meter-Lauf sowie 2025 über 400 Meter.

## Persönliche Bestzeiten
- 200 Meter: 25,38 s (+1,3 m/s), 14. September 2024 in San Carlos
- 400 Meter: 57,49 s, 12. Juli 2024 in Lima